# Gelis formicarius
Gelis formicarius là một loài tò vò trong họ Ichneumonidae.